# Bravona
La Bravona est un petit fleuve côtier français qui coule en Haute-Corse et se jette dans la mer Tyrrhénienne.

## Géographie
Elle naît à moins d'un kilomètre à l'ouest de la Punta di Caldane (1 724 m), sur la commune de Bustanico, à l'altitude 1 220 m, et à moins de 10 km de Corte, puis prend rapidement la direction de l'est-sud-est. Après avoir parcouru 37 km, elle se jette dans la mer Tyrrhénienne à une douzaine de kilomètres au nord d'Aléria sur la côte orientale de l'île, sur le territoire de la commune de Linguizzetta, entre la Marine de Bravone et le lieu-dit le Ranch, et l'étang U Stagnolu, à 10 km environ au nord d'Aléria.
Les fleuves côtiers voisins sont au nord le Fium'Alto et au sud le Tavignano.

### Communes et cantons traversés
Sur le seul département de la Haute-Corse, la Bravona traverse les onze communes suivantes, dans deux cantons, de Bustanico, Alzi, Mazzola, Pianello, Matra, Zalana, Moïta, Campi, Tox, Tallone, Linguizzetta.
Soit en termes de cantons, la Bravona prend sa source sur le canton de Bustanico, conflue sur le canton de Moïta-Verde, le tout dans l'arrondissement de Corte.

### Bassin versant
La rivière de Bravona traverse une seule zone hydrographique « Côtiers de la rivière de Bravona incluse au Tavignano » (Y921) de 178 km2 de superficie. Ce bassin versant est constitué à 63,98 % de « forêts et milieux semi-naturels », à 30,70 % de « territoires agricoles », à 3,45 % de « surfaces en eau », à 0,85 % de « territoires artificialisés », à 0,85 % de « zones humides ». 

### Organisme gestionnaire
L'organisme gestionnaire est le Comité de bassin de Corse, depuis la loi corse du 22 janvier 2002.

## Affluents
La Bravona a trente-et-un ruisseaux affluents contributeurs référencés :
- le ruisseau de Struscia, 1,2 km (rg[note 1]), entièrement sur Mazzola ;
- le ruisseau de Casaninchi, 1,3 km (rd), sur Alzi et Mazzola ;
- le ruisseau de Sambuchetto, 3,3 km (rg), entièrement sur Pianello ;
- le ruisseau de Canale, 3 km (rd), sur Mazzola et Pianello ;
- le ruisseau de Quencione, 1 km (rg), entièrement sur Pianello ;
- le ruisseau de Nespoli, 2,3 km (rg), entièrement sur Pianello ;
- le ruisseau de Costadi, 1,3 km (rg), entièrement sur Pianello ;
- le ruisseau de Casette, 1 km (rg), entièrement sur Matra et Pianello ;
- le ruisseau de Sorbo, 3 km (rd), entièrement sur Pianello ;
- le ruisseau de Suario, 2,1 km (rd), entièrement sur Zalana ;
- le ruisseau de Roticelle, 1,7 km (rd), entièrement sur Zalana ;
- le ruisseau de Lupinaghio, 2,1 km (rd), entièrement sur Zalana ;
- le ruisseau de Presa, 4,9 km (rg), sur Matra, Perelli et Zalana ;
- le ruisseau de Siala, 3,3 km (rg), sur Matra, Moïta et Zalana ;
- le ruisseau de Filicaggio, 1 km (rg), entièrement sur Matra ;
- le ruisseau de Valle Sottana, 3,8 km (rg), sur Campi, Moïta et Zalana ;
- le ruisseau de Forciali, 1,4 km (rg), sur Campi, Tox et Zalana ;
- le ruisseau de Piedivolgare, 1,2 km (rd), sur Tallone et Zalana ;
- le ruisseau d'Audimerza, 1,1 km (rg), sur Tallone et Tox ;
- le ruisseau de Linareccia, 1,2 km (rd), entièrement sur Tallone ;
- le ruisseau de Marignani, 2,2 km (rg), entièrement sur Tox ;
- le ruisseau de Sambuchello, 1,4 km (rd), entièrement sur Tallone ;
- le ruisseau de Scandolajo, 2,9 km (rd), entièrement sur Tallone ;
- le ruisseau de Piedalitravi, 1,7 km (rg), entièrement sur Tox ;
- le ruisseau de Meta, 3 km (rg), entièrement sur Tox ;
- le ruisseau de Zecche, 4,9 km (rg), entièrement sur Tox ;
- le ruisseau de Sonnente, 4,7 km (rg), sur Tox et Linguizzetta ;
- le ruisseau de San Michèle, 1,1 km (rd), entièrement sur Linguizzetta ;
- le ruisseau de Pediventulella, 1,4 km (rd), entièrement sur Linguizzetta ;
- le ruisseau de Prunellacce, 3,2 km (rd), entièrement sur Linguizzetta ;
- le ruisseau de Vadone, 8,7 km (rg), entièrement sur Linguizzetta.

### Rang de Strahler
Le rang de Strahler est de quatre.

## Hydrologie

### La Bravona à Tallone
La Bravona a été observée à la station Y9215020 de Tallone.